# Porcellio ferroi
Porcellio ferroi es una especie de cochinilla del género Porcellio perteneciente a la familia Porcellionidae que es endémica de Madeira.